# Shadow DN7
Der Shadow DN7 ist ein Formel-1-Rennwagen, der von Tony Southgate für das anglo-amerikanische Team Shadow Racing Cars entwickelt und in der Formel-1-Saison 1975 in zwei Rennen eingesetzt wurde.

## Geschichte

### Hintergrund
Mit dem Shadow DN5 hatte Shadow Racing Cars für die Saison 1975 ein gut ausbalanciertes und aerodynamisches Chassis geschaffen, das sich insbesondere durch seine Kurvenschnelligkeit auszeichnete. Wie die Fahrzeuge der meisten anderen Konkurrenten auch wurde der DN5 von einem Cosworth-DFV-Achtzylindermotor angetrieben. Auf schnellen Strecken zeigte sich der Wagen jedoch als unterlegen, was Teamchef Don Nichols durch stärkere Motorisierung mit einem Zwölfzylindermotor zu verbessern beabsichtigte. Er trat deshalb in Verhandlungen mit Matra, Alfa Romeo und BRM. Matras MS73 V12 ging zwar bereits auf das Jahr 1968 zurück, hatte aber im Matra MS670 noch die Sportwagen-Weltmeisterschaft der Vorjahre dominiert und regelmäßige Weiterentwicklung erfahren. Alfa Romeo hatte mit dem Flat-12 im Tipo 33 nach dem Ausscheiden von Matra die Führung in der Sportwagen-Weltmeisterschaft übernommen. Der BRM P200 V12 war günstig, allerdings technisch völlig veraltet und der Konkurrenz inzwischen deutlich unterlegen. Letztlich entschied sich Nichols für den Matra-Motor.

### Shadow DN7 (1975)
Da der neue Matra-V12 nicht in das für den Cosworth DFV ausgelegte DN5-Chassis passte sowie die Kühl- und Treibstofflösung nicht kompatibel war, nahm Chefdesigner Tony Southgate umfangreiche Änderungen vor: Der Radstand des Wagens wurde vergrößert, um den längeren V12 aufnehmen zu können. Zudem wurden in Anbetracht des höheren Treibstoffverbrauchs zusätzliche Benzintanks eingebaut. Weiter wurden die Seitenkästen niedriger, jedoch gleichzeitig länger, da die Kühler nach vorn verschoben wurden, um im hinteren Teil Platz für die Tanks zu schaffen. Das dadurch entstandene Muster wurde als Shadow DN7 bezeichnet; es wurde nur ein Chassis produziert. Für Kundenteams standen keine DN7 zur Verfügung. Der neue Wagen war größer und leistungsstärker, gleichzeitig aber schwerer, was in den Augen von Tony Southgate den erhofften Vorteil des V12 teilweise zunichtemachte.
Zum Großen Preis von Österreich 1975 reiste Shadow erstmals mit dem neuen DN7 an. Während Tom Pryce weiterhin den eingeführten DN5 pilotierte, startete sein Teamkollege Jean-Pierre Jarier mit dem Zwölfzylinderwagen. Jarier qualifizierte sich direkt vor seinem Teamkollegen auf den 13. Startplatz. Die Beobachtungen aus Testläufen in Silverstone setzten sich fort; die Fahrzeuge waren praktisch gleich schnell. Das Rennen, das wegen eines Wolkenbruchs vorzeitig abgebrochen wurde, konnte Jarier im DN7 nicht beenden – er fiel mit Problemen an der Einspritzanlage des Motors aus. Zum nächsten Rennen in Italien meldete Shadow wieder den DN5 für Pryce und den DN7 für Jarier; auch die Ergebnisse waren fast gleich. Die Shadows starteten wieder von den Plätzen 13 und 14; erneut fiel Jarier im Rennen aus. Ausfallgrund war dieses Mal eine defekte Kraftstoffpumpe. Nach diesen zwei Rennen beendete Shadow das DN7-Projekt, nachdem bekannt geworden war, dass Matra ab 1976 exklusiv das neue Team Équipe Ligier beliefern würde. Es konnten keine Zielankünfte mit dem DN7 erzielt werden.

## Lackierung und Sponsoring
Allein das Werksteam Shadow Racing Cars trat mit dem Wagen an. Bei beiden Einsätzen in Österreich und den USA erschienen die Fahrzeuge wie die DN5 tiefschwarz mit gelb-orangen Akzenten im vorderen Fahrzeugteil sowie weißen Sponsorenlogos des Hauptsponsors UOP. Beim DN7 wurde jedoch auf eine farbliche Gestaltung der Seitenkästen verzichtet.

## Galerie

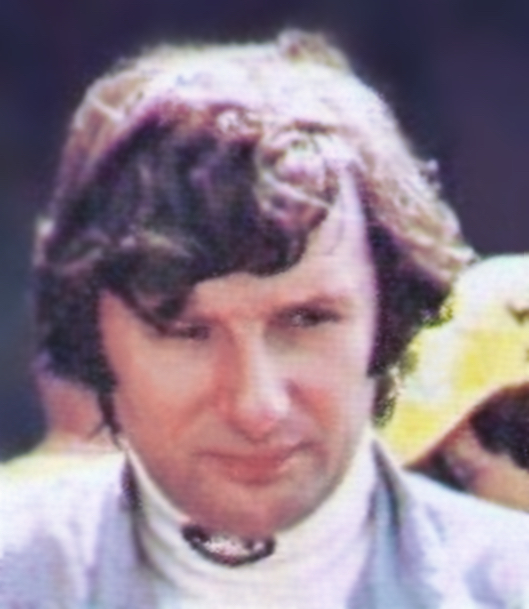
Einziger Fahrer J.-P. Jarier; 1976
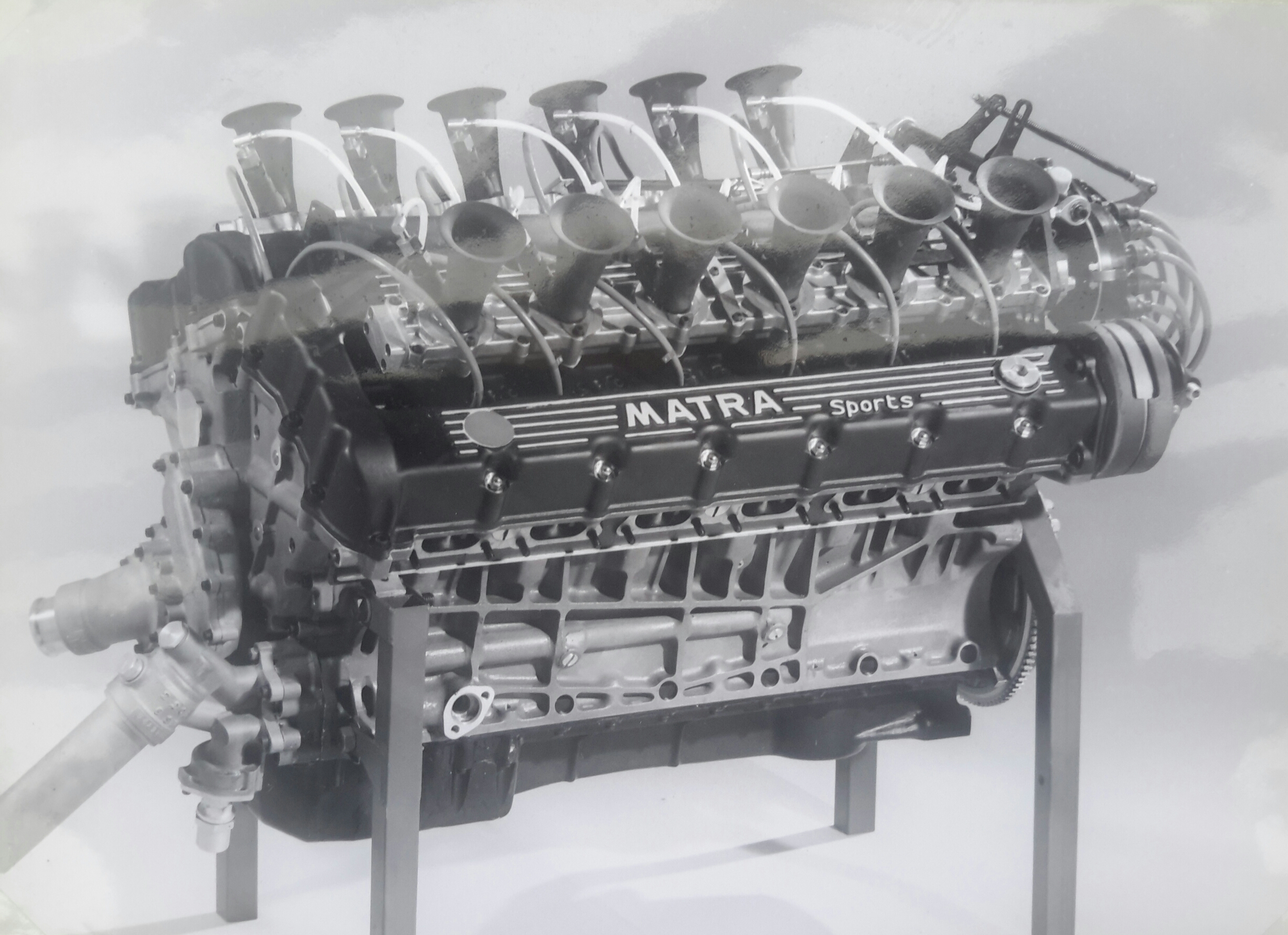
Der Matra V12; erste Version von 1968
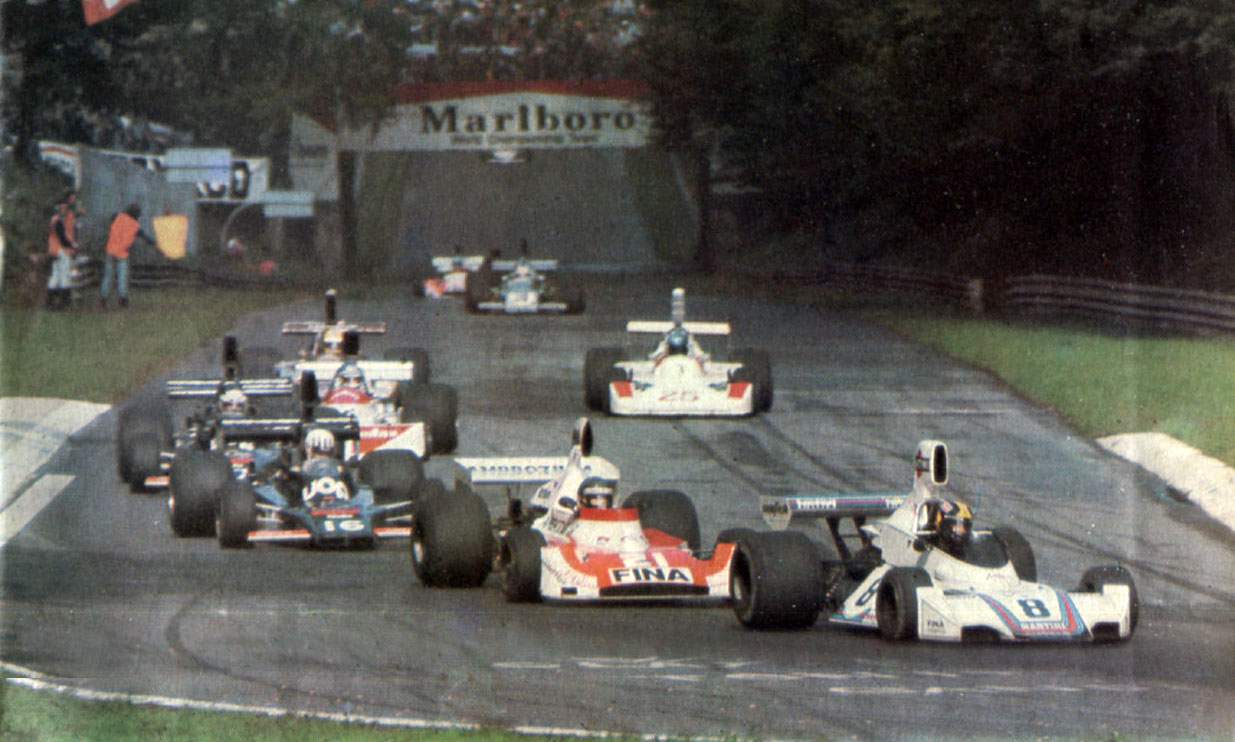
DN7 mit Jarier hinter seinem Teamkollegen im DN5; Italien, 1975

## Ergebnisse
| Fahrer               | Nr.                  | 1 | 2 | 3 | 4 | 5 | 6 | 7 | 8 | 9 | 10 | 11 | 12  | 13  | 14 | 15 | 16 | 17 | Punkte | Rang |
| -------------------- | -------------------- | - | - | - | - | - | - | - | - | - | -- | -- | --- | --- | -- | -- | -- | -- | ------ | ---- |
| Formel-1-Saison 1975 | Formel-1-Saison 1975 |   |   |   |   |   |   |   |   |   |    |    |     |     |    |    |    |    | 9,5    | 6.   |
| Tom Pryce            | 16                   |   |   |   |   |   |   |   |   |   |    |    |     |     |    |    |    |    | 9,5    | 6.   |
| Jean-Pierre Jarier   | 17                   |   |   |   |   |   |   |   |   |   |    |    | DNF | DNF |    |    |    |    | 9,5    | 6.   |

| Legende  | Legende            | Legende                                                          |
| Farbe    | Abkürzung          | Bedeutung                                                        |
| -------- | ------------------ | ---------------------------------------------------------------- |
| Gold     | –                  | Sieg                                                             |
| Silber   | –                  | 2. Platz                                                         |
| Bronze   | –                  | 3. Platz                                                         |
| Grün     | –                  | Platzierung in den Punkten                                       |
| Blau     | –                  | Klassifiziert außerhalb der Punkteränge                          |
| Violett  | DNF                | Rennen nicht beendet (did not finish)                            |
| Violett  | NC                 | nicht klassifiziert (not classified)                             |
| Rot      | DNQ                | nicht qualifiziert (did not qualify)                             |
| Rot      | DNPQ               | in Vorqualifikation gescheitert (did not pre-qualify)            |
| Schwarz  | DSQ                | disqualifiziert (disqualified)                                   |
| Weiß     | DNS                | nicht am Start (did not start)                                   |
| Weiß     | WD                 | zurückgezogen (withdrawn)                                        |
| Hellblau | PO                 | nur am Training teilgenommen (practiced only)                    |
| Hellblau | TD                 | Freitags-Testfahrer (test driver)                                |
| ohne     | DNP                | nicht am Training teilgenommen (did not practice)                |
| ohne     | INJ                | verletzt oder krank (injured)                                    |
| ohne     | EX                 | ausgeschlossen (excluded)                                        |
| ohne     | DNA                | nicht erschienen (did not arrive)                                |
| ohne     | C                  | Rennen abgesagt (cancelled)                                      |
| ohne     | keine WM-Teilnahme |                                                                  |
| sonstige | P/fett             | Pole-Position                                                    |
| sonstige | 1/2/3/4/5/6/7/8    | Punktplatzierung im Sprint-/Qualifikationsrennen                 |
| sonstige | SR/kursiv          | Schnellste Rennrunde                                             |
| sonstige | *                  | nicht im Ziel, aufgrund der zurückgelegten Distanz aber gewertet |
| sonstige | ()                 | Streichresultate                                                 |
| sonstige | unterstrichen      | Führender in der Gesamtwertung                                   |

## Technische Daten
| Kenngrößen                | Shadow DN7, 1975                                                                                    |
| ------------------------- | --------------------------------------------------------------------------------------------------- |
| Motor                     | Matra MS73 V12-Motor, 60° Zylinderbankwinkel, Mittelmotor (längs hinter dem Fahrer)                 |
| Hubraum (Bohrung × Hub)   | 2993 cm³ (79,7 × 50 mm)                                                                             |
| Verdichtung               | 11,0 : 1                                                                                            |
| Leistung                  | 490 PS (ca. 360 kW) bei 11.600/min                                                                  |
| Ventilsteuerung           | 2 obenliegende Nockenwellen je Zylinderbank (DOHC)                                                  |
| Gemischaufbereitung       | Lucas-Saugrohreinspritzung                                                                          |
| Kraftübertragung          | 5-Gang-Getriebe, Hewland FL 200, Hinterradantrieb                                                   |
| Karosserie                | Aluminiummonocoque, Antriebsgruppe tragend                                                          |
| Radaufhängung vorn        | doppelte Querlenker mit Stabilisator, Schraubenfedern und Stoßdämpfer                               |
| Radaufhängung hinten      | doppelte Querlenker mit Stabilisator, Schraubenfedern, Stoßdämpfern und je einem oberen Längslenker |
| Lenkung                   | Zahnstangenlenkung, zweiteilige Lenksäule                                                           |
| Bremse                    | Scheibenbremse                                                                                      |
| Leergewicht (ohne Fahrer) | ca. 612 kg                                                                                          |